# Krumtarm
Krumtarm eller ileum kallas tunntarmens slutparti. Hos människan är den 2–4 meter lång. I dess nedre del tas vitamin B12 och gallsyror upp i blodet.

### Webbkällor
- ”Ileum”. Svensk MeSH. Karolinska Institutet. https://mesh.kib.ki.se/term/D007082/ileum. Läst 30 september 2020.
- ”Matsmältningsorganen”. 1177 Vårdguiden. Arkiverad från originalet den 18 juni 2018. https://web.archive.org/web/20180618005816/https://www.1177.se/Stockholm/Tema/Kroppen/Matsmaltning-och-urinvagar/Matsmaltningsorganen/?ar=True. Läst 18 juni 2018.